# Nilakantha Somayaji
Nilakantha Somayaji (hindi: नीलकण्ठ सोमयाजि)  (Tirur, 14 de juny de 1444 (Gregorià) - 1501 (>1501)), o simplement Nilakantha ja que Somayaji és una mena de títol honorífic, va ser un astrònom indi de l'Escola de Kerala.

## Vida i obra
Per algunes referències en els seus escrits, se sap que pertanyia a una família bramá de Kerala i que va estudiar el Veda amb un tal Ravi i astronomia amb Damodara, el fill de Parameshvara. Es creu que va escriure una desena de tractats d'astronomia, dels quals només han sobreviscut els següents:
1. Tantrasangraha, escrit el 1500,[4] és una obra monumental[5] en la qual descriu tots els coneixements astronòmics al seu abast de forma sistemàtica.[6]
2. Aryabhatiya-bhasya, és el comentari més ampli i complet de l'Aryabhatiya d'Aryabhata.[7]
3. Siddhanta Darpana,[8]
4. Golasara
5. Candrachayaganita
6. Ragunata Siromani.[9]